# 国鉄ワキ9000形貨車
国鉄ワキ9000形貨車（こくてつワキ9000がたかしゃ）とは、1966年（昭和41年）に製作された、日本国有鉄道（国鉄）の冷延コイル鋼板専用 30 t 積有蓋車（貨車）である。1987年（昭和62年）の国鉄分割民営化後は日本貨物鉄道（JR貨物）に継承された。

## 概要
欧州では鉄鋼コイル輸送用貨車としてクレーン荷役に対応した屋根開閉式の有蓋車が実用化していたが、日本でもこれを受け、試作された車両である。1966年（昭和41年）に2両（ワキ9000, ワキ9001）が汽車製造東京支店にて製作された。

## 構造
車体は軽量化のため、側扉と屋根はアルミ製で、側面全部を扉として開閉可能とした総開き構造である。
塗色は、登場時は屋根がアルミ無塗装（銀色）である他はスカイブルー（青22号）であったが、1978年（昭和53年）にとび色2号に変更されている。
屋根は、クレーンによって上から積み込みができるように2分割の開閉式を採用した。雨水の浸入を防ぐため、屋根と屋根の合わせ目、屋根と車体の接触面にはゴムが張り付けられている。
妻面には屋根開閉用のハンドルを備える。室内にはコイル9個分の受台がある。このため、コイル以外の積荷を輸送することは考慮されていない。
最高速度は85 km/h、ブレーキ装置はASD形積空ブレーキ、台車はTR63Bである。

## 運用の変遷
本形式は製作コストが割高であるため量産化には至らず、その後の冷延コイル鋼板輸送用貨車の増備は、トキ15000形を改造したトキ21500形の増備で対応した。
登場時は播但線飾磨駅に常備され、名古屋鉄道三河線土橋駅まで運用された。その後は、内房線君津駅常備を経て東海道本線笠寺駅に常備され、トキ21500形とともに名古屋臨海鉄道南港駅 - 信越本線東三条駅間で冷延コイル鋼板輸送に使われた。
1987年（昭和62年）4月の国鉄分割民営化に際しては、2両全車がJR貨物に継承されたが、1995年（平成7年）4月に除籍され、形式消滅した。